# Саборна црква у Ваљеву
Саборна црква Васкрсења Господњег у Ваљеву је главни и највећи православни храм у Ваљеву. То је средишња црква Ваљевске епархије Српске православне цркве.
Под кров храма Васкрсења господњег у Ваљеву у исто време моћи ће да стане више од 2.000 верника, што га сврстава у ред већих у православном свету.
Храм је посвећен Васкрсењу Христовом, а гради се на ушћу реке Река Градац у Колубару и по величини је међу највећим храмовима у Србији, после Храма Светог Саве.

## Историјат
Градња Цркве Васкрсења Господњег у Ваљеву започето је 1992. године. Иначе, Храм у српско-византијском стилу, пројектовала је архитекта Љубица Бошњак из Београда, његова дужина је 46, ширина 24, а висина 47 метара. Приземље храма има површину 978 квадратних метара, галерија 229 m².
До 2010. године црква је добила завршни спољни изглед, али није завршена унутрашњост цркве.

## Галерија
- Храм на саставу Колубаре
- Храм са северне стране
- Прочеље храма